# 鱒 (映画)
『鱒』（ます、フランス語: La Truite）は、1982年製作・公開、イザベル・ユペール主演、ジョゼフ・ロージー監督による､フランスの長編劇映画である。大阪ヨーロッパ映画祭で上映されたが一般の商業ルートでは公開されなかった。無字幕の特殊上映。2012年10月16日にWOWOWシネマの特集「亡命者ジョゼフ・ロージーの栄光」の1作として字幕付きでテレビ放映された。

## 略歴・概要
ロジェ・ヴァイヤン著による小説の映画化作品。鱒の養殖に携わるヒロインが、養殖された鱒のように他力本願で地位を上げてゆく姿を気だるく描く。
ロケーション撮影地は、フランスのオー＝ド＝セーヌ県ヴィル＝ダヴレーおよびジュラ県、日本の東京、京都等で行われた。日本ロケでは、衣笠貞之助監督の『地獄門』（1953年）や黒澤明監督の『七人の侍』（1954年）にも出演した山形勲、新城卓監督の『オキナワの少年』（1983年）に主演した藤川一歩、テレビドラマ『将軍 SHŌGUN』（1980年）や『必殺仕事人』（1979年 - 1981年）等の時代劇で知られる賀田裕子がキャスティングされた。また、資金協力もしたとされる大屋政子がカメオ出演して、当時お馴染みのスカート姿で踊る場面もある。
サントラLPもリリースされたが、「ロッキー・ホラー・ショー」のリチャード・オブライエンによるロック・テイストの歌などがフィーチャーされたが、フィルムには使用曲やミュージシャンのクレジットはないため、意外な面々が参加していることがフィルムを見ただけでは判らない。
1983年に行われた第8回セザール賞で、アンリ・アルカンが撮影賞、アレクサンドル・トロネールが美術賞にノミネートされ、アルカンが最優秀撮影賞を受賞した。

## 日本での上映
日本では、1990年代にアテネ・フランセ文化センターで無字幕ながら上映されたことがあるが、2012年10月16日にWOWOWシネマで字幕付きで放映された。
2018-07-08に東京日仏学院で上映された。

## スタッフ・作品データ
- 製作総指揮 : クリスチャン・フェリー
- 監督・脚本 : ジョゼフ・ロージー
- 原作 : ロジェ・ヴァイヤン
- 台詞・脚本 : モニーク・ランジュ
- 撮影監督 : アンリ・アルカン
- 美術監督 : アレクサンドル・トローネル
- 編集 : マリー・カストロ・ヴァスケス
- 音楽 : リチャード・ハートレイ

- 製作 :  ゴーモン、TF1
- 上映時間 : 103分
- フォーマット : カラー映画（フジカラー） - ビスタ・サイズ（1.66:1） - モノラル録音
- 公開日 :  フランス 1982年9月22日 /  アメリカ合衆国 1983年5月27日
- 配給 :  ゴーモン /  トライアンフ・フィルムズ

## キャスト
クレジット順。
- イザベル・ユペール - フレデリック

- ジャン＝ピエール・カッセル - ランベール
- ジャンヌ・モロー - ルー
- ダニエル・オルブリフスキ - サン=ジュニ
- ジャック・スピセール - ガリューシャ
- 山形勲 - ダイゴ・ハマダ
- ジャン＝ポール・ルシヨン - ヴェルジョン
- ロラン・ベルタン - 伯爵
- リゼット・マリドール - マリリーヌ
- クレイグ・スティーヴンス - カーター社長
- ルジェーロ・ライモンディ - パーティ客

- アレクシス・スミス - グロリア
- リュカ・ベルヴォー - 書記官
- ピエール・フォルジェ - フレデリックの父
- 藤川一歩 - クミタロー
- 賀田裕子 - アキコ
- アンヌ・フランソワ - エール・フランスの客室乗務員
- パスカル・モラン - 娘
- フレデリック・ブリエル - 娘

## 註
1. ↑  Awards for La Truite, Internet Movie Database （英語）、2010年2月12日閲覧。
2. ↑  Gaumont 映画誕生と共に歩んできた歴史　https://www.institutfrancais.jp/tokyo/agenda/cinema1807081700/